# Горское сельское поселение (Тверская область)
Го́рское се́льское поселе́ние — муниципальное образование в составе Сонковского района Тверской области. На территории поселения находятся 26 населенных пунктов.
Центр поселения — деревня Горка.

## Географические данные
- Общая площадь: 109,3 км²
- Нахождение: северо-западная часть Сонковского района
  - Граничит:
    - на севере — с Краснохолмским районом, Барбинское СП
    - на востоке — с Гладышевским СП
    - на юге — с Беляницким СП
    - на западе — с Бежецким районом, Городищенское СП и Борковское СП

На территории поселения исток реки Сить.

Поселение пересекает железнодорожная линия Бологое — Сонково — Рыбинск.

## История
В XVI—XVII вв. территория поселения относилась к Ивановскому стану Бежецкого Верха Новгородской земли.
С XVIII века территория поселения входила:
- в 1708—1727 гг. в Санкт-Петербургскую (Ингерманляндскую 1708—1710 гг.) губернию, Углицкую провинцию,
- в 1727—1775 гг. в Московскую губернию, Углицкую провинцию,
  - в 1766 г. Бежецкий Верх переименован в Бежецкий уезд,
- в 1775—1796 гг. в Тверское наместничество, Бежецкий уезд,
- в 1796—1929 гг. в Тверскую губернию, Бежецкий уезд,
- в 1929—1935 гг. в Московскую область, Сонковский район,
- в 1935—1963 гг. в Калининскую область, Сонковский район,
- в 1963—1965 гг. в Калининскую область, Бежецкий район,
- в 1965—1990 гг. в Калининскую область, Сонковский район,
- с 1990 в Тверскую область, Сонковский район.

В XIX — начале XX века деревни поселения относились к Бокаревской волости Бежецкого уезда. В 50-е годы на территории поселения существовали Бережковский и Краснооктябрьский сельсоветы Сонковского района.
Образовано в 2005 году, включило в себя территорию Горского сельского округа.

## Экономика
Основные сельхозпредприятия — колхоз «Знамя Ильича» (Бережки) и колхоз им. Чудова (Горка).

## Население
| 2010 | 2011 | 2012 | 2013 | 2014 | 2015 | 2016 |
| ---- | ---- | ---- | ---- | ---- | ---- | ---- |
| 532  | ↗535 | ↘520 | ↘517 | ↘510 | →510 | ↘509 |
| 2017 | 2018 | 2019 | 2020 | 2021 |      |      |
| ↘500 | ↘493 | ↘474 | ↘454 | ↘440 |      |      |

По переписи 2002 года — 790 человек, на 01.01.2008 — 710 человек.
Национальный состав: русские и карелы (половина деревень в поселении — карельские).

## Населенные пункты
На территории поселения находятся следующие населённые пункты:
| №  | Тип нп  | Название        | Население (2008 год) |
| -- | ------- | --------------- | -------------------- |
| 1  | дер.    | Байки           | 9                    |
| 2  | дер.    | Бережки         | 221                  |
| 3  | дер.    | Горка           | 247                  |
| 4  | дер.    | Горбовец        | 4                    |
| 5  | дер.    | Гостиницы       | 1                    |
| 6  | дер.    | Гремячиха       | 9                    |
| 7  | дер.    | Дельки          | 36                   |
| 8  | дер.    | Душково         | 16                   |
| 9  | дер.    | Калиниха        | 1                    |
| 10 | дер.    | Климантино      | 18                   |
| 11 | дер.    | Колесники       | 3                    |
| 12 | дер.    | Кор-Кошево      | 8                    |
| 13 | дер.    | Красный Октябрь | 41                   |
| 14 | дер.    | Муравьево       | 15                   |
| 15 | дер.    | Панцино         | 0                    |
| 16 | дер.    | Петрищево       | 2                    |
| 17 | дер.    | Петряйцево      | 3                    |
| 18 | ж-д.ст. | Подобино        | 3                    |
| 19 | дер.    | Рыльково        | 13                   |
| 20 | дер.    | Сабурово        | 17                   |
| 21 | дер.    | Сосновка        | 1                    |
| 22 | дер.    | Стояновка       | 1                    |
| 23 | дер.    | Холм            | 6                    |
| 24 | дер.    | Хонеево         | 30                   |
| 25 | дер.    | Шейно           | 5                    |
| 26 | дер.    | Щербово         | 0                    |

### Бывшие населенные пункты
- Акиниха
- Алексино
- Головское
- Заболотье
- Новосёлка
- Поцеп
- Терехово

## Известные люди
В деревне (селе) Хонеево родился Герой Советского Союза Василий Григорьевич Нечаев.
Чудов, Михаил Семёнович — советский и партийный деятель, родился в селе Хонеево.